# Foreigner (gruppo musicale)
I Foreigner sono un gruppo musicale rock anglo-statunitense, formatosi a New York nel 1976 dall'unione del musicista inglese degli Spooky Tooth Mick Jones, dell'ex-membro dei King Crimson, Ian McDonald e del cantante statunitense Lou Gramm. Il nome della band deriva dalle diverse provenienze geografiche dei membri.
Il gruppo è divenuto famoso tra gli anni settanta e ottanta grazie a canzoni come Feels Like the First Time, Cold as Ice, Hot Blooded, Head Games, Urgent, Waiting for a Girl Like You, Juke Box Hero, I Want to Know What Love Is, Say You Will e I Don't Want to Live Without You. Nel corso della sua lunga carriera ha venduto oltre 80 milioni di album, di cui 37.5 milioni solo negli Stati Uniti.

## Storia del gruppo
La band fu fondata dall'inglese Mick Jones, già nei Nero and the Gladiators, Spooky Tooth e The Leslie West Band, che nel 1976 conobbe Ian McDonald, ex membro dei King Crimson, con il quale formò il gruppo assieme a Lou Gramm, Dennis Elliott, Al Greenwood e Ed Gagliardi.
L'omonimo primo album del sestetto, uscito nel 1977, vendette più di quattro milioni di copie negli Stati Uniti e rimase nella top 20 per un anno con diverse hits, quali Feels Like the First Time, Cold as Ice e Long, Long Way from Home.
Il loro successivo album Double Vision ebbe un successo addirittura maggiore del precedente grazie anche ai singoli Hot Blooded e la title track.
Head Games, il terzo album della band, ebbe anch'esso un discreto successo grazie anche ai due singoli, la title track e Dirty White Boy.
I Foreigner riuscirono nell'impresa di piazzare tutti i loro primi otto singoli nella top 20 della classifica statunitense, risultato fino ad allora conseguito solo dai Beatles.
Nel 1980 McDonald e Greenwood lasciarono la band per aggregarsi agli Spys e dunque i Foreigner divennero un quartetto con l'entrata del bassista Rick Wills al posto di Ed Gagliardi. I contributi di McDonald e Greenwood vennero rimpiazzati con l'ausilio di alcuni session men.
Nel frattempo, i Foreigner iniziarono le registrazioni del nuovo album presso gli Electric Lady Studios di New York, con l'ausilio del produttore Robert John "Mutt" Lange. Ormai rimasti un quartetto ed arrivati al loro quarto lavoro, il gruppo decise di intitolare il nuovo album semplicemente 4. Mick Jones ha detto di quel periodo:
(Mick Jones)
L'album si rivelò un successo strepitoso, sfornando alcune tra le canzoni più famose della band, tra cui Urgent (ricordata principalmente per l'assolo di sassofono eseguito da Junior Walker), Waiting for a Girl Like You e Juke Box Hero. All'album collaborò anche un giovanissimo Thomas Dolby (il suo contributo ai sintetizzatori può essere ascoltato in Urgent e Waiting for a Girl Like You). Con un totale di 10 settimane passate al primo posto della Billboard 200, 4 si è rivelato il maggior successo in classifica dei Foreigner, nonché il disco uscito sotto marchio Atlantic ad aver passato più settimane al numero uno.
In quel periodo, i Foreigner fecero anche una delle loro prime apparizioni pubbliche in suolo italico, esibendosi in playback con Waiting for a Girl Like You nel programma Discoring di Rai 1.
Il successivo album, Agent Provocateur, venne pubblicato con successo nel 1984. La fama dei Foreigner crebbe ancora di più grazie al singolo di lancio I Want to Know What Love Is, una ballad dai connotati gospel incisa con la partecipazione di Jennifer Holliday e del New Jersey Mass Choir. Si trattò dell'unico singolo del gruppo capace di raggiungere il primo posto nelle classifiche, risultato ottenuto sia nella Billboard Hot 100 negli Stati Uniti che nella Official Singles Chart nel Regno Unito. Buon successo ottenne anche il successivo singolo estratto That Was Yesterday.
Dopo questo album, giudicato da molti il migliore, i Foreigner si presero una breve pausa, durante la quale Lou Gramm pubblicò il suo primo album solista, Ready or Not nel 1987. Nel frattempo, Mick Jones intraprese invece una carriera parallela come produttore, lavorando a 5150 dei Van Halen, Fame and Fortune dei Bad Company e Storm Front di Billy Joel.
Gramm e Jones ritornarono in studio nel 1987 insieme al resto della band per registrare l'album Inside Information, che venne pubblicato nel dicembre dello stesso anno. Si trattò di un altro ottimo album, accompagnato da singoli come Say You Will e I Don't Want to Live Without You.
Lontani dai riflettori per i tre anni successivi, nel 1990 i Foreigner ritornarono in studio con un nuovo cantante, Johnny Edwards, precedentemente con King Kobra e Montrose, e registrarono Unusual Heat. Questo lavoro venne però giudicato di livello inferiore se confrontato con i precedenti album.
Nel 1992 la band pubblicò la raccolta The Very Best... and Beyond, la quale presentava tre tracce inedite incise in studio dopo il ritorno di Lou Gramm. Il cantante portò nel gruppo anche il bassista Bruce Turgon, che lo aveva accompagnato nei suoi progetti solisti. Due anni dopo il gruppo realizzò Mr. Moonlight che fu definito ai livelli del mediocre Unusual Heat, tuttavia conteneva canzoni di qualità come Hand on My Heart.
Nel 2003 Lou Gramm intraprese nuovamente la carriera solista e formò The Lou Gramm Band e Jones, l'unico superstite della formazione originale, decise di riformare nuovamente la band e Gramm fu rimpiazzato alla voce da Kelly Hansen.
Il gruppo fa ritorno nel 2004 con una formazione totalmente rinnovata che comprende, oltre a Mick Jones e Kelly Hansen, il bassista Jeff Pilson (ex-Dokken) e il batterista Jason Bonham (figlio di John Bonham dei Led Zeppelin). Nell'agosto del 2008 Bonham lascia il gruppo per dedicarsi alla famiglia e alla riunione dei Led Zeppelin, dove sostituisce il padre.
Nell'ottobre del 2009 la band ha pubblicato un nuovo disco di studio, Can't Slow Down, quindici anni dopo l'ultimo lavoro di inediti. Alla produzione dell'album, oltre ai membri della band Mick Jones e Kelly Hansen, hanno partecipato Marti Frederiksen (già produttore di Def Leppard, Mick Jagger) e Mark Ronson (già con Amy Winehouse, Duran Duran). Per la presentazione italiana di questo nuovo progetto discografico, i Foreigner hanno fatto tappa all'Alcatraz di Milano, l'11 aprile 2010.

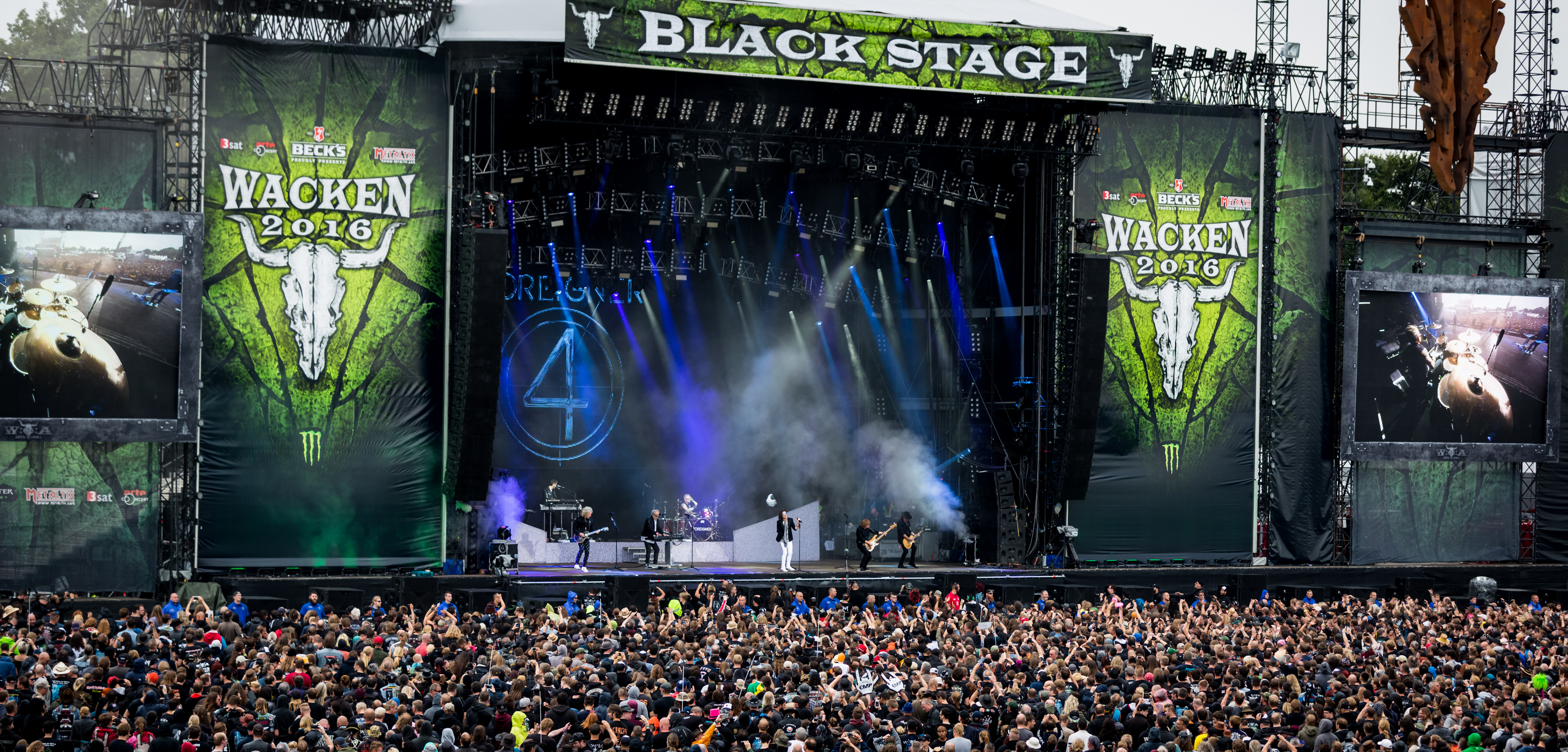
I Foreigner dal vivo al Wacken Open Air nel 2016

Il 13 giugno 2013 Mick Jones e Lou Gramm sono stati introdotti nella Songwriters Hall of Fame. Per l'occasione i due si sono ritrovati dopo tanti anni sullo stesso palco e hanno suonato i classici Juke Box Hero e I Want to Know What Love Is.
In un'intervista del 2016, Mick Jones ha parlato della possibilità di effettuare un tour celebrativo in occasione del 40º anniversario dalla nascita della band con i membri originari Lou Gramm, Ian McDonald, Al Greenwood, Dennis Elliott e Rick Wills.
Il 25 novembre 2016 viene pubblicato in edizione limitata un EP in vinile intitolato The Flame Still Burns, contenente la traccia omonima (originariamente apparsa solo nella colonna sonora del film Still Crazy nel 1998) e versioni acustiche dal vivo dei classici Feels Like The First Time, Long, Long Way From Home e Juke Box Hero.
Il 20 luglio 2017 al Jones Beach Theater di New York, l'attuale formazione dei Foreigner è stata raggiunta sul palco per alcune canzoni da Lou Gramm, Ian McDonald e Al Greenwood. Dennis Elliott è invece apparso durante lo show del 2 agosto 2017 al MidFlorida Credit Union Amphitheatre di Tampa, Florida.

## Formazione

### Formazione attuale
- Mick Jones – chitarra solista, tastiere, sintetizzatori, basso, voce (1976–)
- Thom Gimbel – chitarra ritmica, sassofono, flauto, tastiere, cori (1992–93; 1995–)
- Jeff Pilson – basso, cori (2004–)
- Kelly Hansen – voce solista, percussioni (2005–)
- Michael Bluestein – tastiere, sintetizzatori, cori (2008–)
- Bruce Watson – chitarra ritmica e solista (2011–)
- Chris Frazier – batteria, percussioni (2012–)

### Ex componenti
- Dennis Elliott – batteria, percussioni, cori (1976–92, 2017)
- Lou Gramm – voce solista, percussioni (1976–90, 1992–2003, 2017)
- Al Greenwood – tastiere, sintetizzatori (1976–80, 2017)
- Ian McDonald – chitarra ritmica, tastiere, sassofono, flauto, cori (1976–80, 2017)
- Ed Gagliardi – basso, cori (1976–79)
- Rick Wills – basso, cori (1979–92, 2017)
- Johnny Edwards – voce solista, chitarra ritmica (1990–92)
- Jeff Jacobs – tastiere, sintetizzatori, cori (1991–2007)
- Mark Schulman – batteria, percussioni, cori (1992–95, 2000–02, 2011–12)
- Bruce Turgon – basso, cori (1992–2003)
- Scott Gilman – chitarra ritmica, sassofono, cori (1993–1995)
- Ron Wikso – batteria, percussioni (1995–98)
- Brian Tichy – batteria, percussioni, cori (1998–2000, 2007, 2008–10, 2011, 2012)
- Denny Carmassi – batteria, percussioni (2002–03)
- Jason Bonham – batteria, percussioni, cori(2004–07, 2007–08)
- Chaz West – voce solista, chitarra (2004–05)
- Paul Mirkovich – tastiere, sintetizzatori (2007–08)
- Bryan Head – batteria, percussioni (2008)
- Jason Sutter – batteria, percussioni (2010–11)

### Turnisti
- Ian Wallace – batteria, percussioni (1978)
- Bob Mayo – tastiere, sintetizzatori, chitarra ritmica, cori (1981–88)
- Mark Rivera – sassofono, flauto, tastiere, chitarra ritmica, cori (1981–88, 1991–92)
- Peter Reilich  – tastiere, sintetizzatori (1981–82)
- Lou Cortelezzi – sassofono (1988)
- Larry Oakes – chitarra ritmica, tastiere, sintetizzatori, cori (1988)
- Larry Aberman – batteria, percussioni (1991–92)
- Scott Gilman – chitarra ritmica, sassofono, flauto, tastiere, cori (1992, 1993–1995)
- John Purdell – tastiere, sintetizzatori, cori (2000)
- Doug Aldrich – chitarra solista  (2010)
- Joel Hoekstra – chitarra solista (2011)
- Bruce Watson – chitarra solista (2011–)[12]
- Deen Castronovo – batteria, percussioni, cori  (2011)
- Ollie Marland – tastiere, sintetizzatori (2012)
- Derek Hilland – tastiere, sintetizzatori (2012–13)

## Discografia
- 1977 - Foreigner
- 1978 - Double Vision
- 1979 - Head Games
- 1981 - 4
- 1984 - Agent Provocateur
- 1987 - Inside Information
- 1991 - Unusual Heat
- 1994 - Mr. Moonlight
- 2009 - Can't Slow Down